# تارگوشر
تارگوشر (به لاتین: Târgușor) یک روستا در رومانی است.